# Alexis Denisof
Alexis Denisof (Salisbury, 25 febbraio 1966) è un attore statunitense.
È noto al pubblico per aver interpretato il ruolo di Wesley Wyndam-Pryce nella serie televisiva Buffy l'ammazzavampiri e nel suo spin-off Angel.

## Biografia

Denisof nel 2009 con la moglie Alyson Hannigan

Di origine russa (il padre era figlio di un emigrante e la madre apparteneva a una famiglia di Filadelfia), Denisof è nato nel Maryland ed ha trascorso la sua infanzia a Seattle, con la madre. È sposato dal 2003 con la collega di Buffy l'ammazzavampiri Alyson Hannigan, con la quale ha due figlie: Satyana Marie (24 marzo 2009) e Keeva Jane (23 maggio 2012).

### Carriera
Dopo il diploma si è trasferito in Inghilterra, dove ha frequentato la London Academy of Music and Dramatic Arts. Sempre in Inghilterra ha cominciato a recitare nella Royal Shakespeare Company, diretto da sir Ian McKellen, e lavorando, fra gli altri, anche con Anthony Head, che avrebbe poi ritrovato anni dopo nel cast di Buffy l'ammazzavampiri.
Nel 1998 rincontra il vecchio amico Anthony Head, che lo raccomanda per la parte di Wesley Wyndam-Pryce, il nuovo, pedante e imbranato osservatore di Buffy e Faith. Nelle previsioni il personaggio avrebbe dovuto perire dopo un paio di episodi, ma la bravura di Alexis, la sua innegabile alchimia con Tony Head, con cui divide la maggioranza delle scene, e la particolarità del personaggio fecero sì che la parte di Wesley fosse invece ampliata per tutta la stagione. Torna dunque il Wesley imbranato e pasticcione lasciato in Buffy, che con la guida e l'amicizia di Angel cresce però rapidamente fino ad arrivare al livello del vampiro e, per un certo periodo, prendere il suo posto alla guida dell'agenzia.

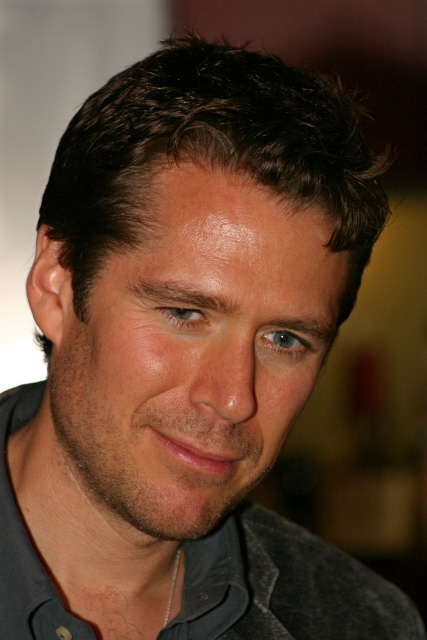
Denisof nel 2004

Fra gli altri suoi lavori, ci sono Il primo cavaliere (1995), in cui interpreta la parte di sir Gaheris, L'arca di Noè (1999) e La leggenda di Tarzan (2001). Alexis ha interpretato più di venti ruoli rilevanti, fra televisione e cinema, senza contare i ruoli teatrali, per lo più in Inghilterra, con spettacoli come il Cyrano de Bergerac e Romeo e Giulietta. Nel 2013 è apparso nella serie televisiva Grimm nel ruolo di Viktor Albert Wilhelm George Beckendorf. Ha inoltre preso parte alla serie TV How I Met Your Mother con il personaggio di Sandy Rivers, e dal 2014 diventa personaggio fisso della serie Finding Carter.

## Filmografia

### Cinema
- Il fascino dell'omicidio (Murder Story), regia di Eddie Arno e Markus Innocenti (1989)
- Dakota Road, regia di Nick Ward (1992)
- Intrigo perverso (Innocent Lies), regia di Patrick Dewolf (1995)
- Il primo cavaliere (First Knight), regia di Jerry Zucker (1995)
- True Blue - Sfida sul Tamigi (True Blue), regia di Ferdinand Fairfax (1996)
- Le disavventure di Margaret (The Misadventures of Margaret), regia di Brian Skeet (1998)
- Rogue Trader, regia di James Dearden (1999)
- Ragazze al Limite (Beyond the City Limits), regia di Gigi Gaston (2001)
- Amore e matrimonio (Love, Wedding, Marriage), regia di Dermot Mulroney (2011)
- Molto rumore per nulla (Much Ado About Nothing), regia di Joss Whedon (2012)
- Avengers, regia di Joss Whedon (2012)
- Guardiani della Galassia (Guardians of the Galaxy), regia di James Gunn (2014)

### Televisione
- Romeo & Juliet, regia di Alan Horrox - film TV (1994)
- Faith - miniserie TV, 2 episodi (1994)
- Soldier Soldier - serie TV, un episodio (1994)
- Crime Traveller - serie TV, un episodio (1997)
- Sharpe's Revenge, regia di Tom Clegg - film TV (1997)
- Sharpe's Justice - film TV (1997)
- Sharpe's Waterloo - film TV(1997)
- Minaccia nell'Atlantico (1997)
- Highlander – serie TV, episodio 6x04 (1997)
- Buffy l'ammazzavampiri - serie TV, 9 episodi (1999)
- Angel - serie TV, 100 episodi (1999-2004)
- Il mio amico fantasma - serie TV, un episodio (2000)
- How I Met Your Mother - Sandy Rivers - serie TV, 10 episodi (2006-2012)
- Private Practice - Episodio Serving Two Masters (2008)
- Dollhouse, 3 episodi (2009)
- Pretty Little Liars, episodio pilota (2010)
- Perception- serie TV, un episodio (2013)
- Grimm - serie TV, 17 episodi (2013-2015)
- Finding Carter - serie TV, 31 episodi (2014-2015)
- Le terrificanti avventure di Sabrina - serie TV, 4 episodi (2019-2020)
- Legacies- serie TV - 18 episodi (2019-2022)
- How I Met Your Father - Sandy Rivers - serie TV, 2 episodi (2022-in corso)

## Doppiatori italiani
Nelle versioni in italiano delle opere in cui ha recitato, Alexis Denisof è stato doppiato da:
- Vittorio Guerrieri in Buffy l'ammazzavampiri, Angel
- Roberto Certomà in Private Practice, Perception
- Paolo Marchese in The Avengers, Guardiani della Galassia
- Stefano Benassi in Grimm
- Gaetano Varcasia in Dollhouse
- Matteo Zanotti in How I Met Your Mother
- Luca Biagini ne Le disavventure di Margaret
- Stefano Starna in How I Met Your Father (ep. 2x05)
- Ambrogio Colombo in How I Met Your Father (ep. 2x19)